# Колесник, Иван Данилович
Иван Данилович Колесник (7 [19] января 1900, Кустолово, Константиноградский уезд, Полтавская губерния, Российская империя — 19 января 1953, Москва) — учёный-агробиолог, академик ВАСХНИЛ (1948).

## Биография
Окончил заочно Полтавский сельскохозяйственный институт (1931), в котором до получения диплома работал счетоводом. Научный сотрудник НИИ плодово-ягодного хозяйства УССР (1931—1935).
С конца 1930-х гг. активный сторонник академика Лысенко. Старший научный сотрудник Украинского института селекции (1935—1938), экспериментальной базы ВАСХНИЛ «Горки Ленинские» (1939—1941), Кандидат сельскохозяйственных наук(1937), ВАСХНИЛ (1941—1946). Одновременно в 1942—1946 заместитель начальника Главного управления промышленности растительного каучука Наркомата резиновой промышленности СССР.
С 1946 директор НИИ натурального каучука, с 1947 заведующий лабораторией массово-производственных опытов ВАСХНИЛ. С 1948 академик ВАСХНИЛ.
Умер 19 января 1953 года в результате тяжелой болезни.

## Научная деятельность
Специалист по каучуконосам, по выращиванию проса и гречихи, по садоводству и культуре дуба. В годы Великой Отечественной войны разрабатывал мероприятия по расширению посадочных площадей и повышению урожайности картофеля.
Опубликовал 11 книг и учебных пособий.

## Награды и звания
- Сталинская премия I степени (22 марта 1943) — за научную разработку и внедрение в сельское хозяйство способа посадки картофеля верхушками продовольственных клубней
- Орден Трудового Красного Знамени (1940)
- Медаль «За доблестный труд в Великой Отечественной войне» (1946), Большой золотой медалью ВСХВ (1939)
- Кандидат сельскохозяйственных наук (1937)
- Академик ВАСХНИЛ (1948)

## Источник
- Биографическая энциклопедия РАСХН, ВАСХНИЛ
- В. Сафонов. Земля в цвету. Ленинградское Газemнo-Журнальное и Книжное издательство, 1949 г.
- Селекция и семеноводство Изд-во «Колос», 1953 (некролог)
- Агробиология, Выпуски 4-6. Сельхозгиз, 1953 (некролог)